# Regionalny Rząd Kativik

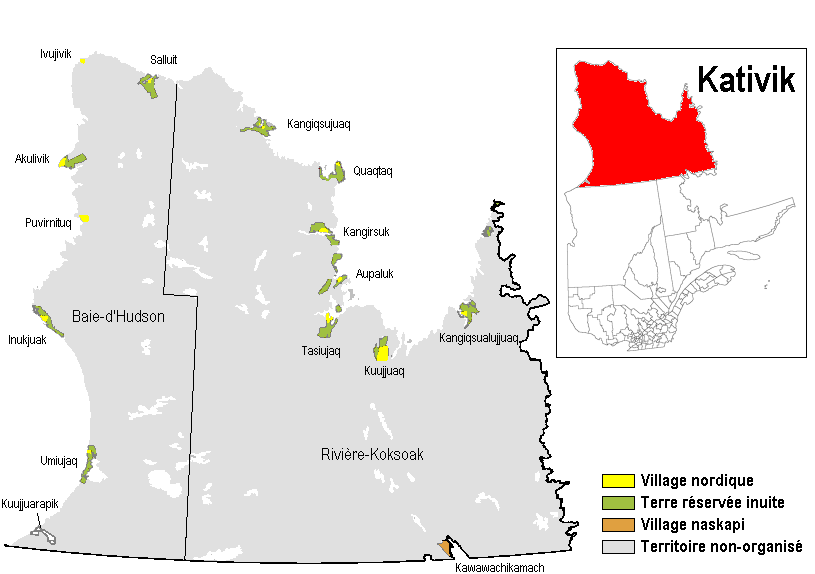
Terytorium Regionalnego Rządu Kativik, Quebec.

Regionalny Rząd Kativik obejmuje większość regionu Nunavik w Quebecu. Nunavik jest północną częścią regionu administracyjnego Nord-du-Québec, która zawiera wszystkie tereny prowincji Quebec na północ od 55-tego równoleżnika. Stolicą administracji jest Kuujjuaq, wioska na rzece Koksoak, 50 km od ujścia do zatoki Ungawa.
Regionalny Rząd Kativik został stworzony w 1978 roku na mocy Porozumienia Zatoki Jamesa i Północnego Quebecu. Rząd jest wybierany przez wszystkich mieszkańców Nunavik. Finansowany jest w 50% przez Rząd Quebecu a w 25% przez Rząd Kanady.
Wioska Kri, Whapmagoostui, sąsiadująca z inuicką wioską Kuujjuarapik, na wschodnim wybrzeżu zatoki Hudsona jest enklawą w Nunaviku. Jej mieszkańcy nie podlegają (i nie tworzą) Regionalnego Rządu Kativik. Whapmagoostui (wioska i ziemie zastrzeżone  są częścią Samorządu Regionalnego Kri i Wielkiej Rady Kri.
Regionalny Rząd Kativik obejmuje 14 wiosek nordyckich, 14 inuickich terenów zastrzeżonych i jeden zastrzeżony teren Naskapi. Każda z ziem zastrzeżonych Inuitów znajduje się w okolicy wioski, w której mieszkają a ziemia zastrzeżona Naskapi znajduje się w okolicy wioski Kawawachikamach, na południe od 55-tego równoleżnika w regionie Côte-Nord.
Regionalny Rząd Kativik obejmuje obszar około 500'000 km². Populacja jest szacowana na ponad 10'000 ludzi, z których 90% to Inuici.
Inuici z Nunavik są reprezentowani również przez organizację Makivik. Organizacja ta skupia się na relacjach z rządami Quebecu i Kanady w szczególności na sprawach praw rdzennej ludności np. do posiadania ziemi i do polowań. Makivik popiera starania o większą autonomię dla regionu Nunavik.